# Sawahan (Ngemplak)
Sawahan is een bestuurslaag in het regentschap Boyolali van de provincie Midden-Java, Indonesië. Sawahan telt 11.002 inwoners (volkstelling 2010).